# Irlandès de Connacht

Les Gaeltachtaí

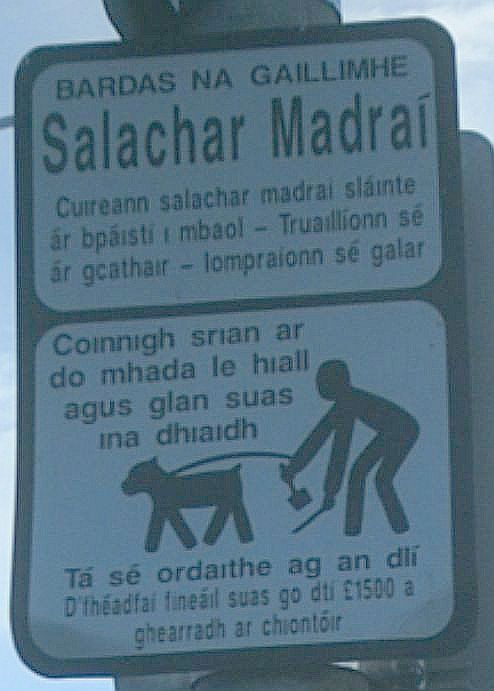
Senyalització en irlandès al comtat de Galway

L'irlandès de Connacht (Gaeilge Chonnacht) és un dialecte del gaèlic irlandès que es parla a la província de Connacht. Les regions Gaeltacht de Connacht es troben al Comtat de Mayo (en particular a Tuar Mhic Éadaigh, Acaill i Iorras) i al Comtat de Galway (sobretot a les parts de Conamara i les Illes Aran). Les varietats de Mayo i Galway difereixen entre si en una varietat de formes, com que Mayo es troba geogràficament entre Galway i Donegal, de manera que l'irlandès de Mayo té un nombre de característiques en comú amb l'irlandès de Donegal que la de Galway no té.

## Lèxic
En el lèxic es poden veure algunes diferències entre les varietats de Mayo i Galway:
| Mayo      | Galway  | Significat   |
| --------- | ------- | ------------ |
| cluinim   | cloisim | "Escolto"    |
| doiligh   | deacair | "dificultat" |
| úr        | nua     | "nou"        |
| nimhneach | tinn    | "nafra"      |

Algunes paraules usades en l'irlandès de Connacht que no es troben en altres dialectes són:
- cas, el substantiu verbal casadh significa "trobar", (standard buail, bualadh)
- gasúr, vol dir infant (la forma és usada a l'irlandès de Munster, però per referir-se a noi).
- cisteanach, "cuina" (forma de Munster cistin)

Algunes variants ortogràfiques són:
- tíocht, substantiu verbal de tar, "venir" (standard teacht)
- aríst, "novament" (standard arís)
- caiptín, "capità" (standard captaen)
- col ceathrar, "cosí" (standard col ceathrair)
- feilm, feilméar, "granja", "granja" (standard feirm, feirmeoir)

Variants distintives, però no úniques a Connacht inclouen:
- fata,fataí, "patata", "patates"
- fuisce, "whiskey"
- muid, forma emfàtica muide per al pronom de la primera persona del plural, l'irlandès de l'Ulster utilitza aquesta forma, mentre que l'irlandès de Munster uss sinn, sinne.

## Fonologia
L'inventari fonològic de l'irlandès de Connacht (basat en l'accent de Tuar Mhic Éadaigh a Mayo) és com es mostra en la següent taula (veure Alfabet fonètic internacional per a una explicació dels símbols). Els símbols que apareixen a la meitat superior de cada fila són velaritzats (tradicionalment anomenat consonants "amples"), mentre que a la part baixa són palatalitzades ("primes"). La consonant /h/ no és ni àmplia o prima.
| Consonant fonemes     | Labial   | Labial   | Labial        | Labial        | Labial       | Labial       | Coronal | Coronal | Coronal  | Coronal  | Coronal          | Coronal          | Dorsal  | Dorsal  | Dorsal | Dorsal | Glotal | Glotal |
| Consonant fonemes     | Bilabial | Bilabial | Labio- dental | Labio- dental | Labio- velar | Labio- velar | Dental  | Dental  | Alveolar | Alveolar | Alveolo- palatal | Alveolo- palatal | Palatal | Palatal | Velar  | Velar  | Glotal | Glotal |
| --------------------- | -------- | -------- | ------------- | ------------- | ------------ | ------------ | ------- | ------- | -------- | -------- | ---------------- | ---------------- | ------- | ------- | ------ | ------ | ------ | ------ |
| Oclusiva              | pˠ pʲ    | bˠ bʲ    |               |               |              |              | t̪ˠ      | d̪ˠ      | tʲ       | dʲ       |                  |                  | c       | ɟ       | k      | ɡ      |        |        |
| Fricativa/ Aproximant |          |          | fˠ fʲ         | vʲ            |              | w            |         |         | sˠ       |          | ʃ                |                  | ç       | j       | x      | ɣ      | h      |        |
| Nasal                 |          | mˠ mʲ    |               |               |              |              |         | n̪ˠ n̪ʲ   |          | nˠ nʲ    |                  |                  |         | ɲ       |        | ŋ      |        |        |
| Bategant              |          |          |               |               |              |              |         |         |          | ɾˠ ɾʲ    |                  |                  |         |         |        |        |        |        |
| Lateral               |          |          |               |               |              |              |         | l̪ˠ l̪ʲ   |          | lˠ lʲ    |                  |                  |         |         |        |        |        |        |

Les vocals de l'irlandès de l'Ulster són les que es mostren en el següent gràfic. Aquestes posicions són aproximades, ja que les vocals són fortament influenciades per la palatalització i la velarització de les consonants circumdants.
Endemés, l'irlandès de Connacht té els diftongs /iə, uə, əi, əu/.
Algunes característiques de Connacht que el distingeixen dels altres dialectes són:
- En algunes varietats, allargament vocàlic abans de les agrupacions internes de paraules sonores oclusiva + líquida (e.g. /ɑːɡləʃ/ eaglais "església"
- En algunes varietats, hi ha una distinció de quatre formes entre coronals, nasals i Laterals: /n̪ˠ ~ n̪ʲ ~ nˠ ~ nʲ/, /l̪ˠ ~ l̪ʲ ~ lˠ ~ lʲ/, sovint sense posterior allargament de les vocals curtes.
- En la varietat parlada a Cois Fharraige (l'àrea al marge septentrional de la badia de Galway entre Bearna i Casla), la curta subjacent /a/ es torna en anterior llarga [aː] mentre que la subjacent llarga /aː/ es transforma en posterior [ɑː].
- /n/ es transforma en [r] (o és substituïda per /r/) després de consonants diferents de [s]. També passa el mateix a l'Ulster.
- bh es representa /w/ fins i tot en posicions inicials, amb poques excepcions.
- Els pronoms flexius agam, agat, againn, agaibh són reduïts generalment a monosíl·labs /am/, /ad/, /an/, /aɡiː/
- Les preposicions do, di freqüentment són pronunciades (i a vegades escrites) en llur formes lenitzades.
- La preposició i article sa provoca eclipsis, provocant lenició al Caighdeán.

## Morfologia

### Noms
En alguns dialectes de Connacht les terminacions de plural -anna i -acha sempre són substituïdes per -annaí i -achaí. També és comú a moltes zones de parla gaèlica de Conamara que el datiu singular de tots els substantius de segona declinació han estat adoptats com el nominatiu, donant a aquests noms la terminació típica en consonants  palatalitzades en nominatiu singular. Això és indicat en l'ortografia per la lletra i abans de la consonant final.
| Forma de Conamara | Forma estàndard | Significat        |
| ----------------- | --------------- | ----------------- |
| -achaí, -annaí    | -acha, -anna    | Terminació plural |
| bróig             | bróg            | "sabata"          |
| ceird             | ceard           | "elaborar"        |
| cluais            | cluas           | "orella"          |
| cois              | cos             | "peu, cama"       |
| láimh             | lámh            | "mà"              |

### Verbs
Els verbs irlandesos es caracteritzen per tenir una barreja de formes analítiques/a fhoirm scartha (on la informació sobre  ersona i el número és proporcionat per un pronom) i formes sintètiques/an fhoirm tháite (on aquesta informació es proporciona en la terminació del verb) en la seva conjugació. A Galway i Mayo, com a l'Ulster, les formes analítiques s'utilitzen en una varietat de formes en què la llengua estàndard té formes sintètiques, per exemple molann muid "lloem" (standard molaimid) o mholfadh siad "lloarien" (standard mholfaidís). No obstant això, les formes sintètiques, incloent aquelles que ja no s'inclouen en el llenguatge estàndard, es poden utilitzar en respondre a les preguntes.
Díonaim (jo faig) en irlandès estàndard (Déanaim)
Íosaim (jo menjo) en irlandès estàndard (Ithim)
L'irlandès de Connacht afavoreix el pronom interrogatiu cén i formes basades en ell com cén t-am, "quina hora" en comptes de l'estàndard cathain, o céard en comptes de l'estàndard cad. Són freqüentment usades les formes relatives del verb com beas per a beidh, "serà", o déananns/déanas, "fer", per déanann.